# Форт Ґалле
Форт Ґалле (синг. ගාල්ල;там. காலி) — колишній португальський форт у місті Галле (Шрі-Ланка) на півдні Шрі-Ланки, розташованому за 119 км від Коломбо, що є адміністративним центром Південної провінції.
Бідівництво форту розпочалося з прибуттям португальців у 16 столітті. Тривалий час форт був головним портом острова.
Завдяки укріпленням форту Ґалле є об'єктом Світової спадщини.

## Історія
Перший контакт португальців з Галле, головним портом острова з античності, стався у 1505 році, коли вони висадилися під командуванням Д. Луренцо де Альмейда, відкривши новий етап в історії острова завдяки дружбі, яку вони встановили з тодішнім сувереном острова, Дхармапаракрама Баху (1484—1514).
Португальські укріплення були споруджені в Ґалле разом з францисканською каплицею всередині (сьогодні в руїнах) у 1541 році. Це примітивне укріплення пізніше було використано як в'язниця для сингальців, які виступали проти португальського панування.
Згодом португальці перевели свої інтереси з Галле на Коломбо. Однак у 1588 р. на них напали шрі-ланканські війська Раджа Сінгха I (1581—1593) із царства Сітавака, які змусили їх повернутися до Ґалле.
Під командуванням Матіаса де Альбукерке португальці підкорили Галле і реформували його укріплення, спорудивши високу вежу, що панувала над фортом. Форт було доповнено іншими елементами оборони та оточено земляною стіною довжиною 660 метрів з трьома бастіонами.
У 1640 р. форт захопили голландці голландської Ост-Індської компанії, що об'єдналися з Раджасінгхе II Канді (останнє незалежне цейлонське королівство за часів панування португальців) й вислали проти форту Галле 2500 чоловік під командуванням Костера.
Нинішня фортифікація форту датується 1663 роком. Тоді було зведено кам'яну муровану (гранітну) стіну, підтримувану трьома бастіонами. Удосконалення форту продовжувалося до 18 століття, коли були зведені військові та адміністративні будівлі, склади, майстерні, кузня, військові та цивільні будинки і комерційні установи. Для задоволення потреб населення була також зведена протестантська церква (спроектована Авраамом Антонішем) у стилі бароко (1775 р.) . Найважливіші будівлі комплексу — це Каса-ду-Команданте, Арсенал та Каса-де-Армас. Інша виразна структура — це складна дренажна система з функцією усунення сміття.
Усі голландські володіння були передані під владу Британії договором 1796 р. Британці підтримували фортифікацію і продовжували використовувати Галле як головний порт на Цейлоні до 1880-х років.

## Галерея

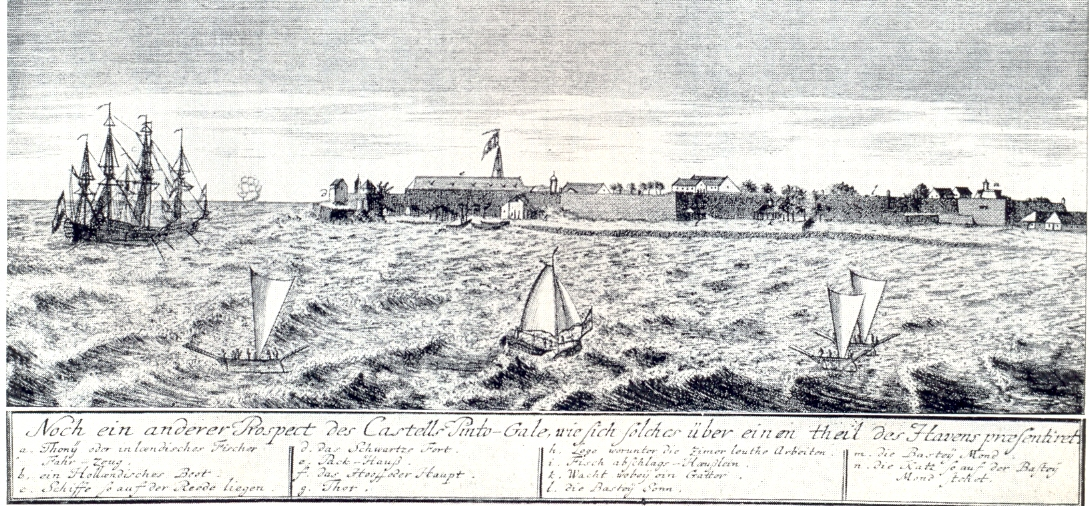
Вид на форт з гравюри 1750 р.
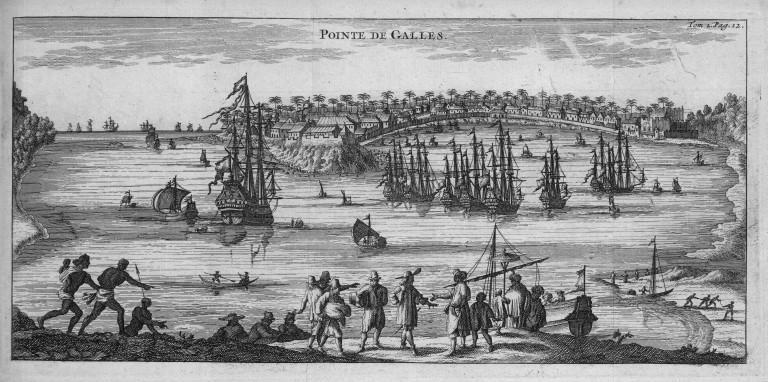
Форт Галле у 1754 р.
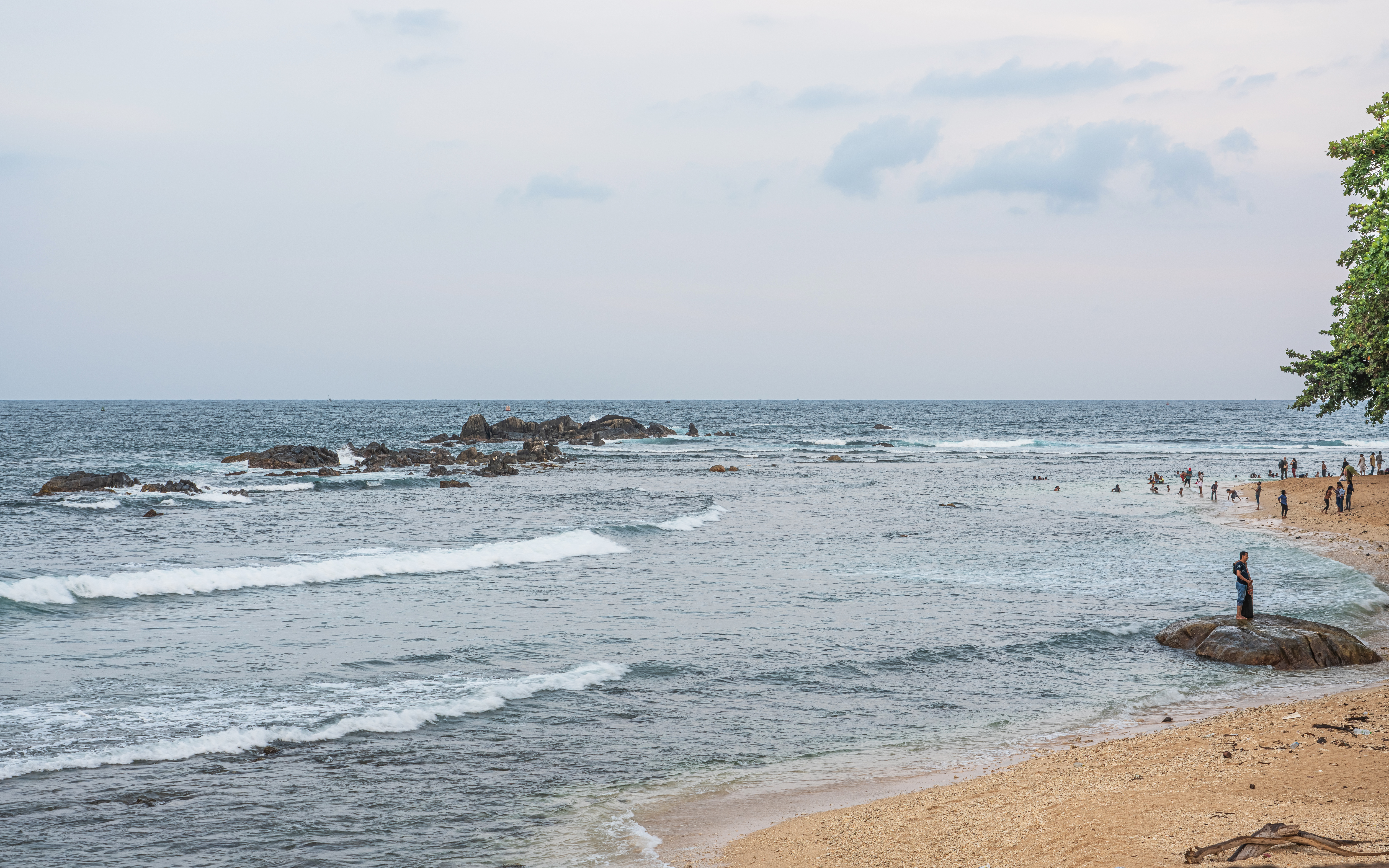
Пляж коло форту
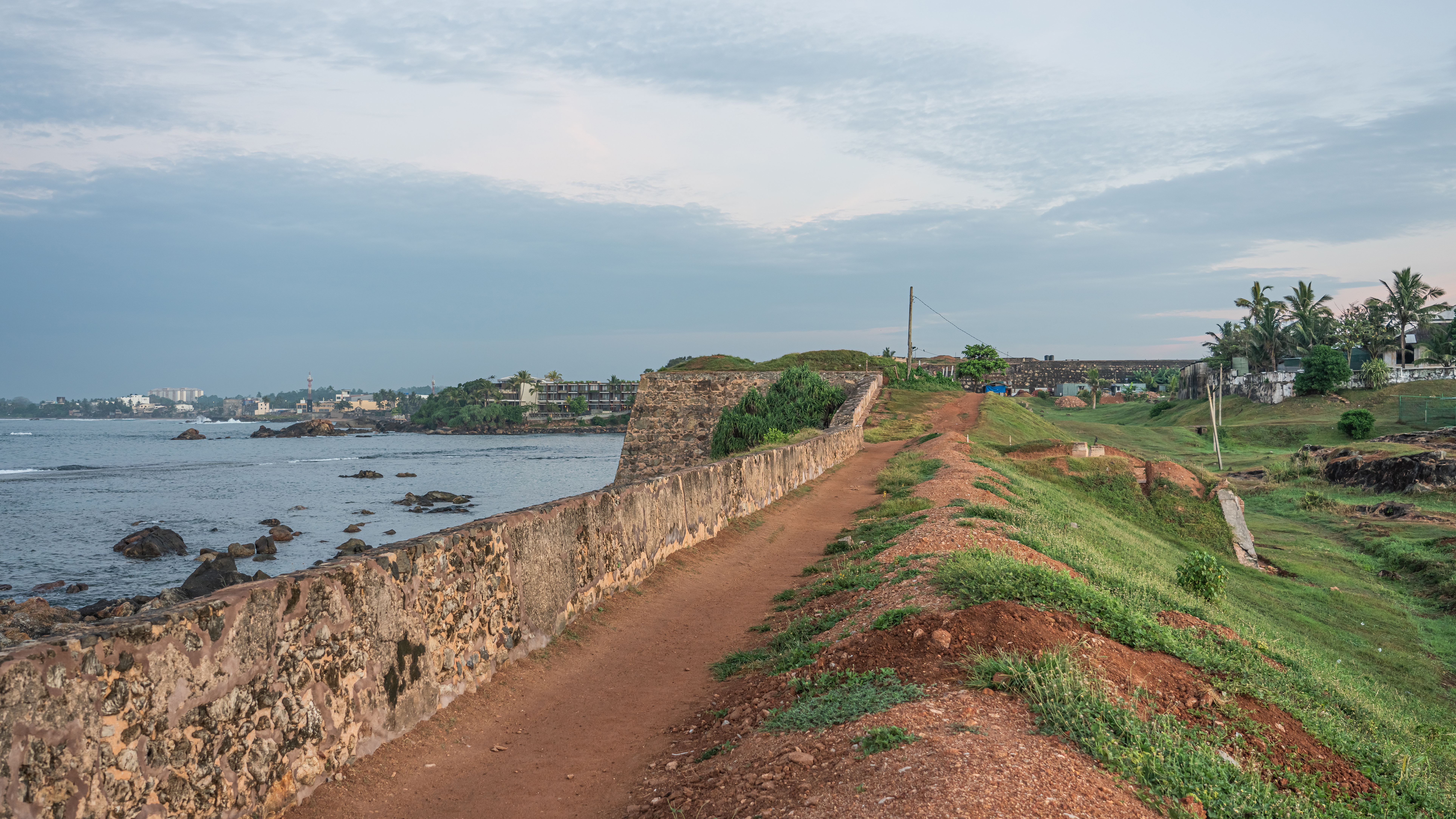
Земляний вал і один з бастіонів
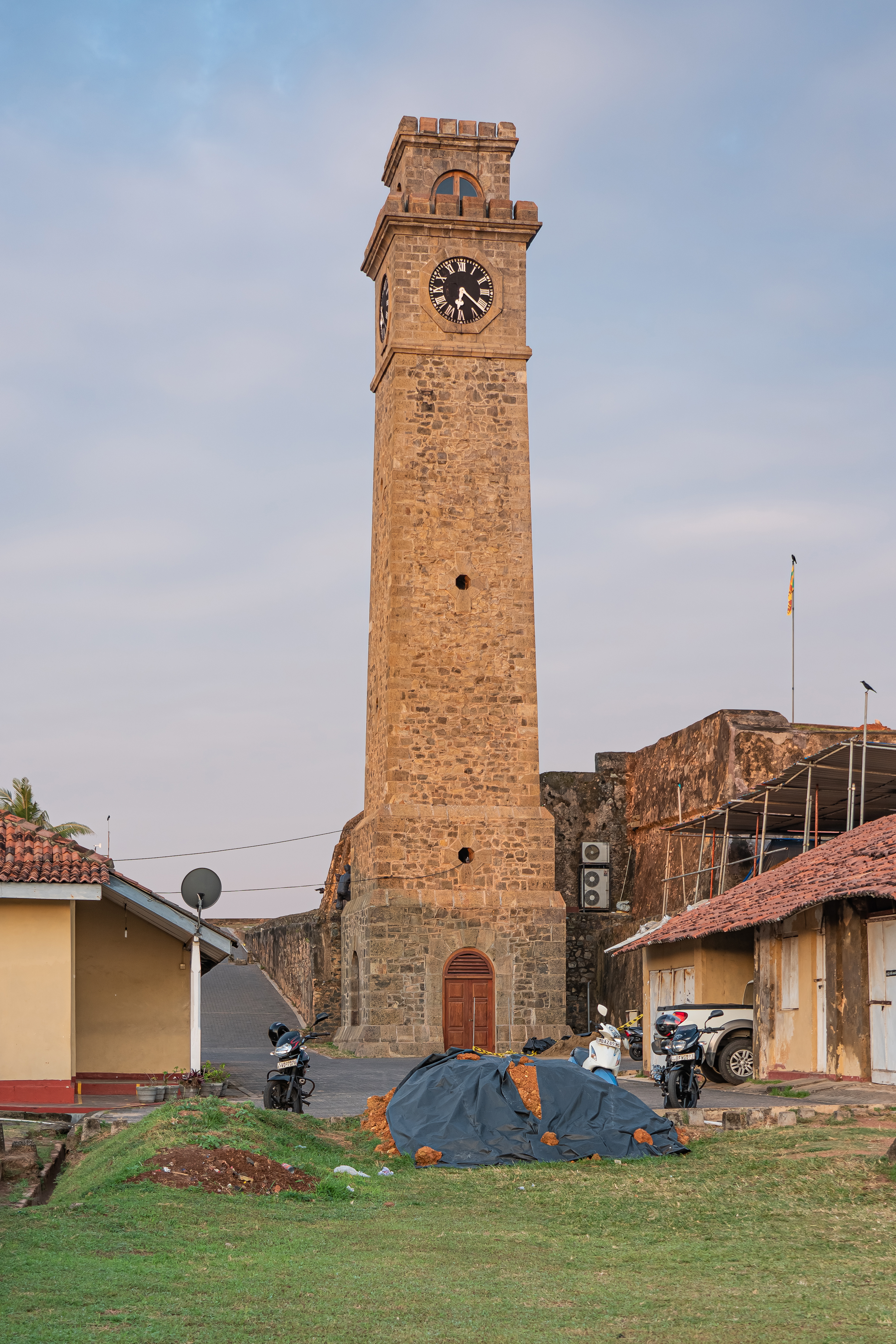
Часова башта
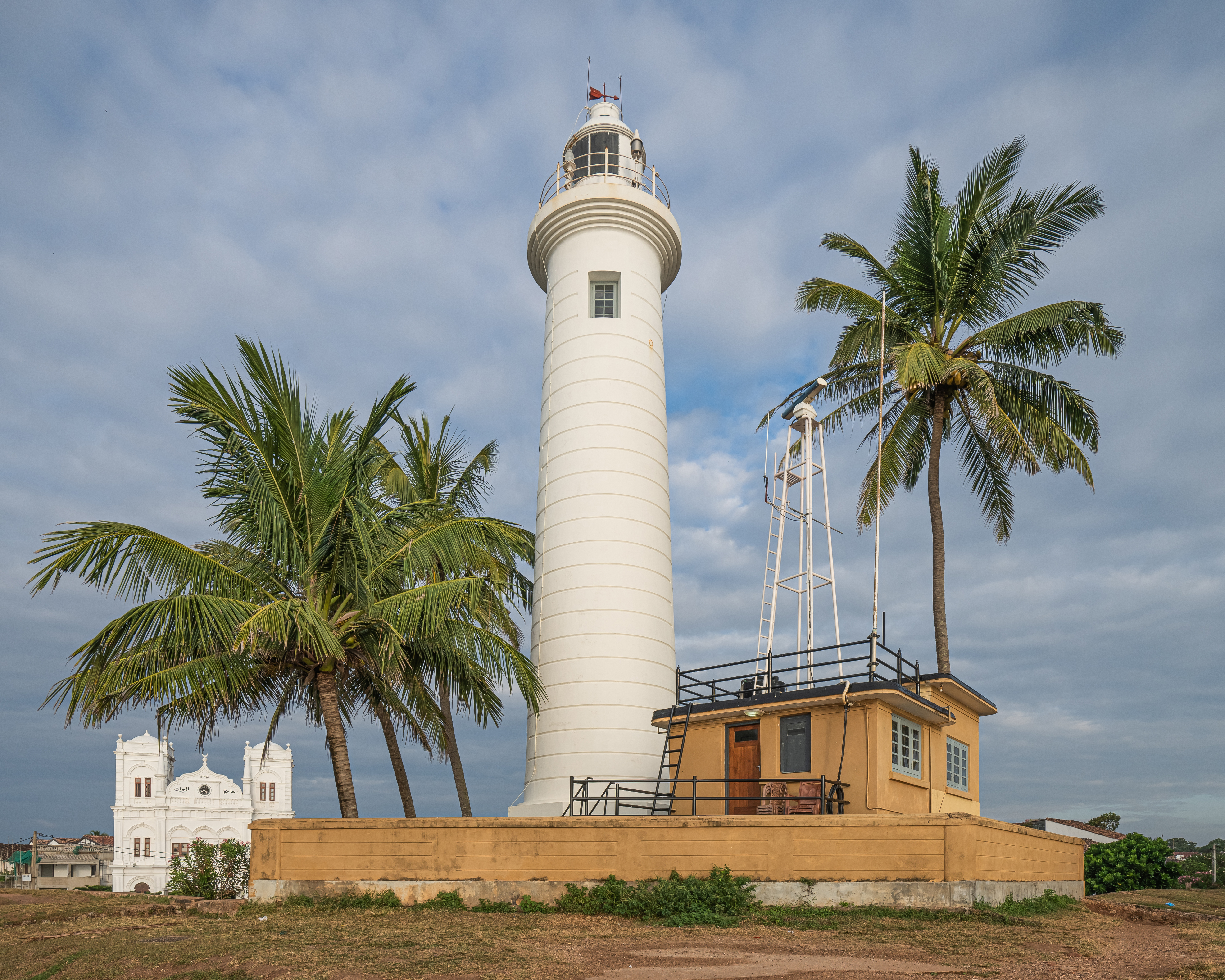
Маяк
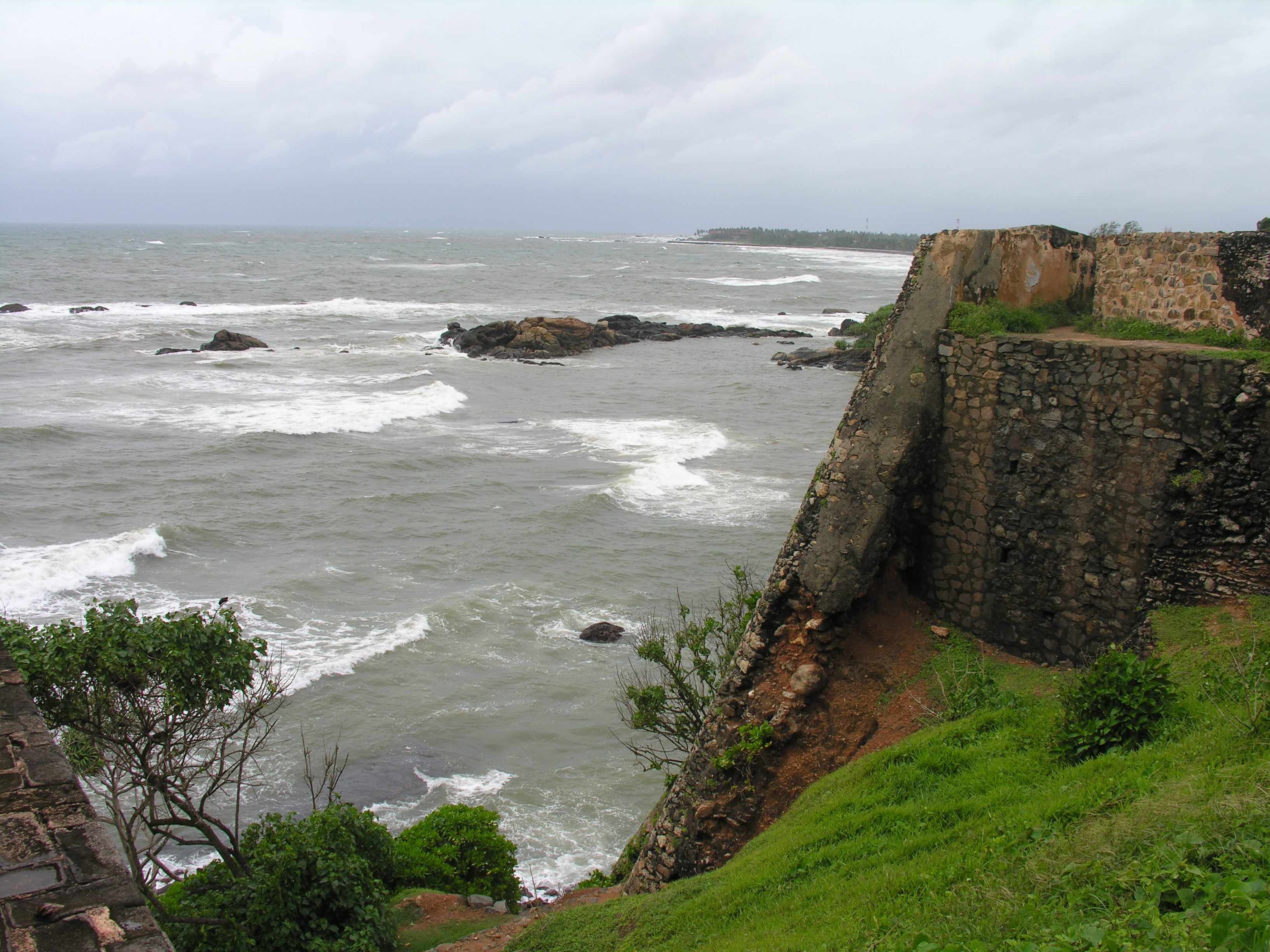
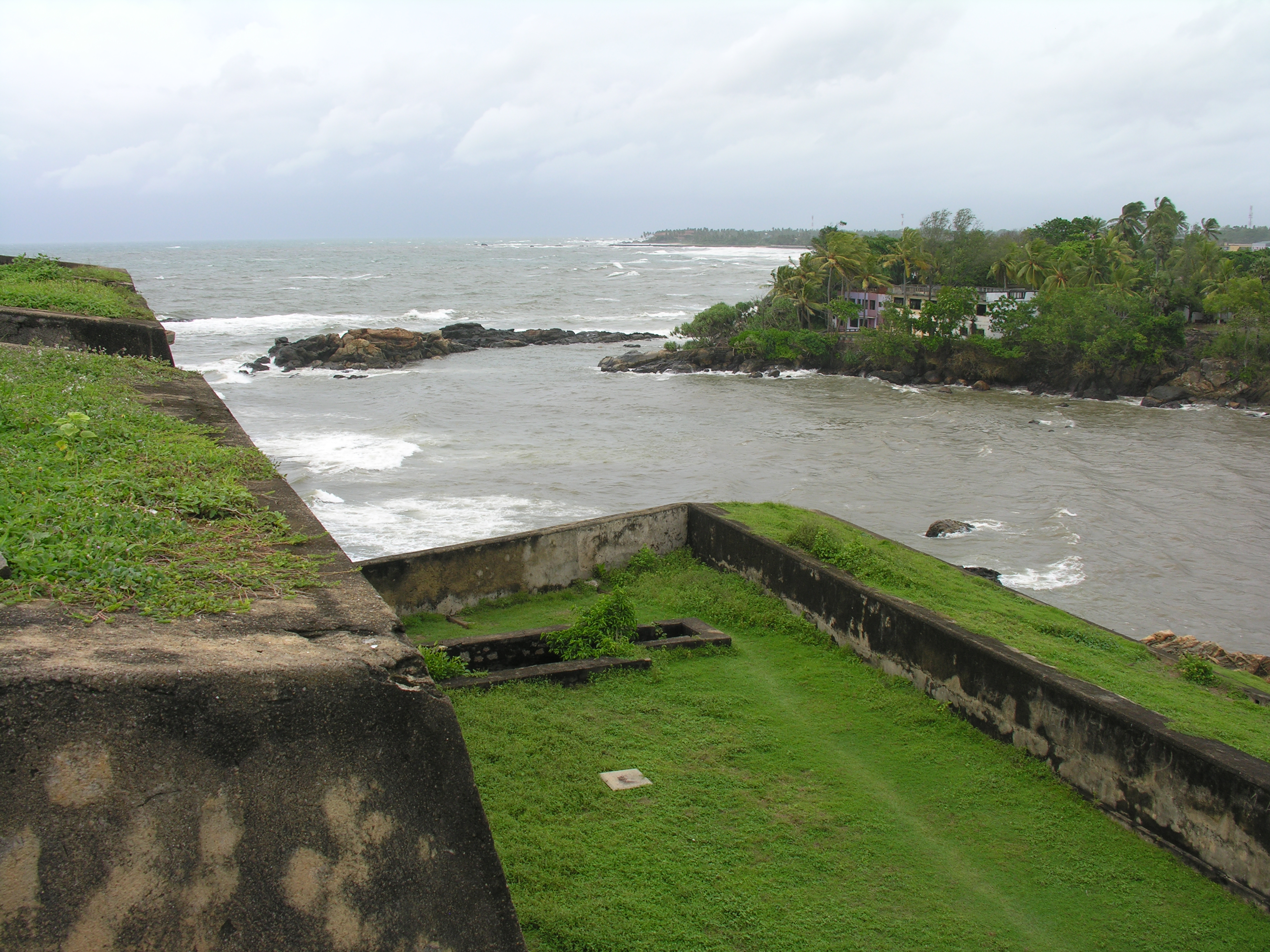
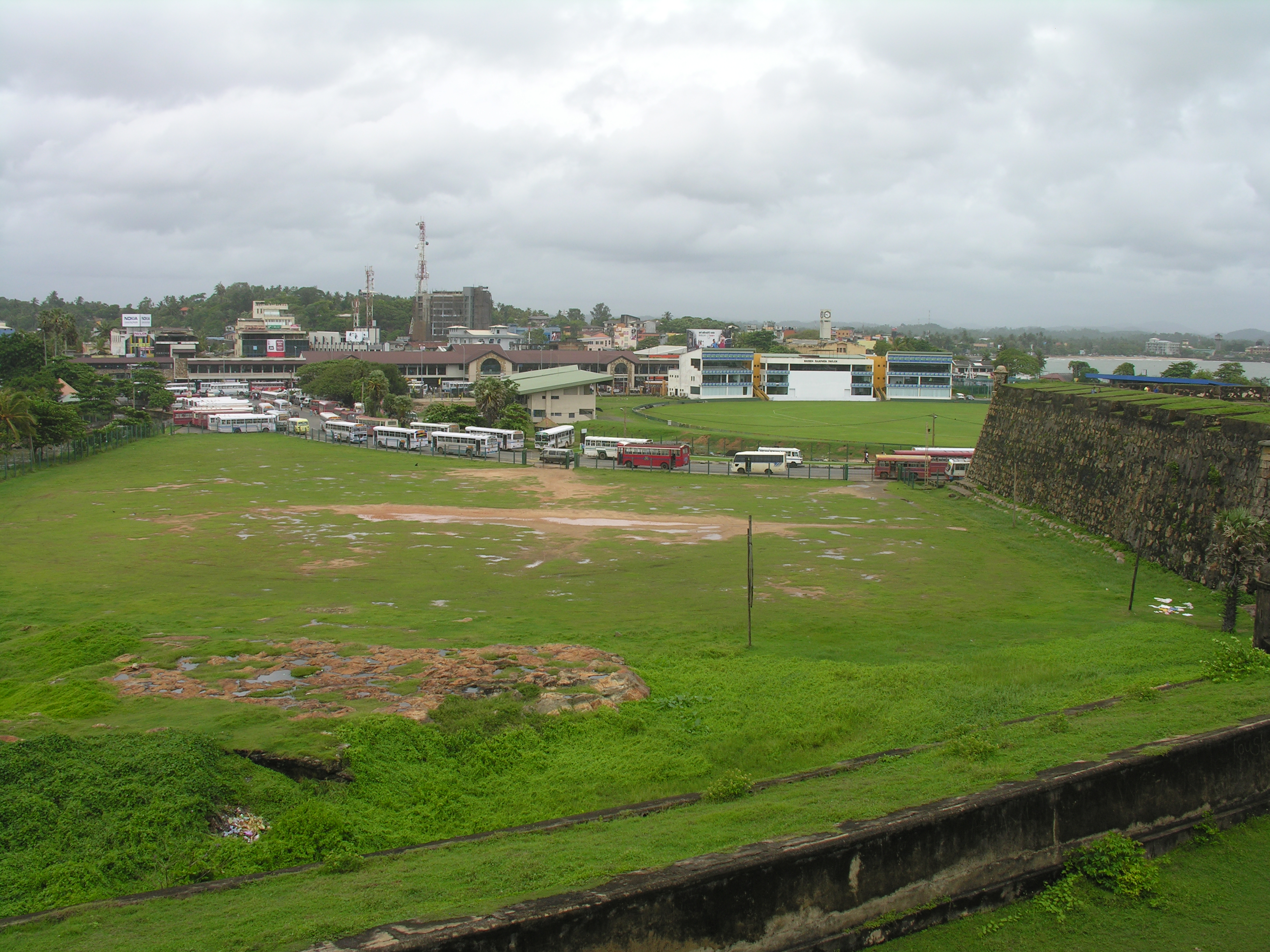
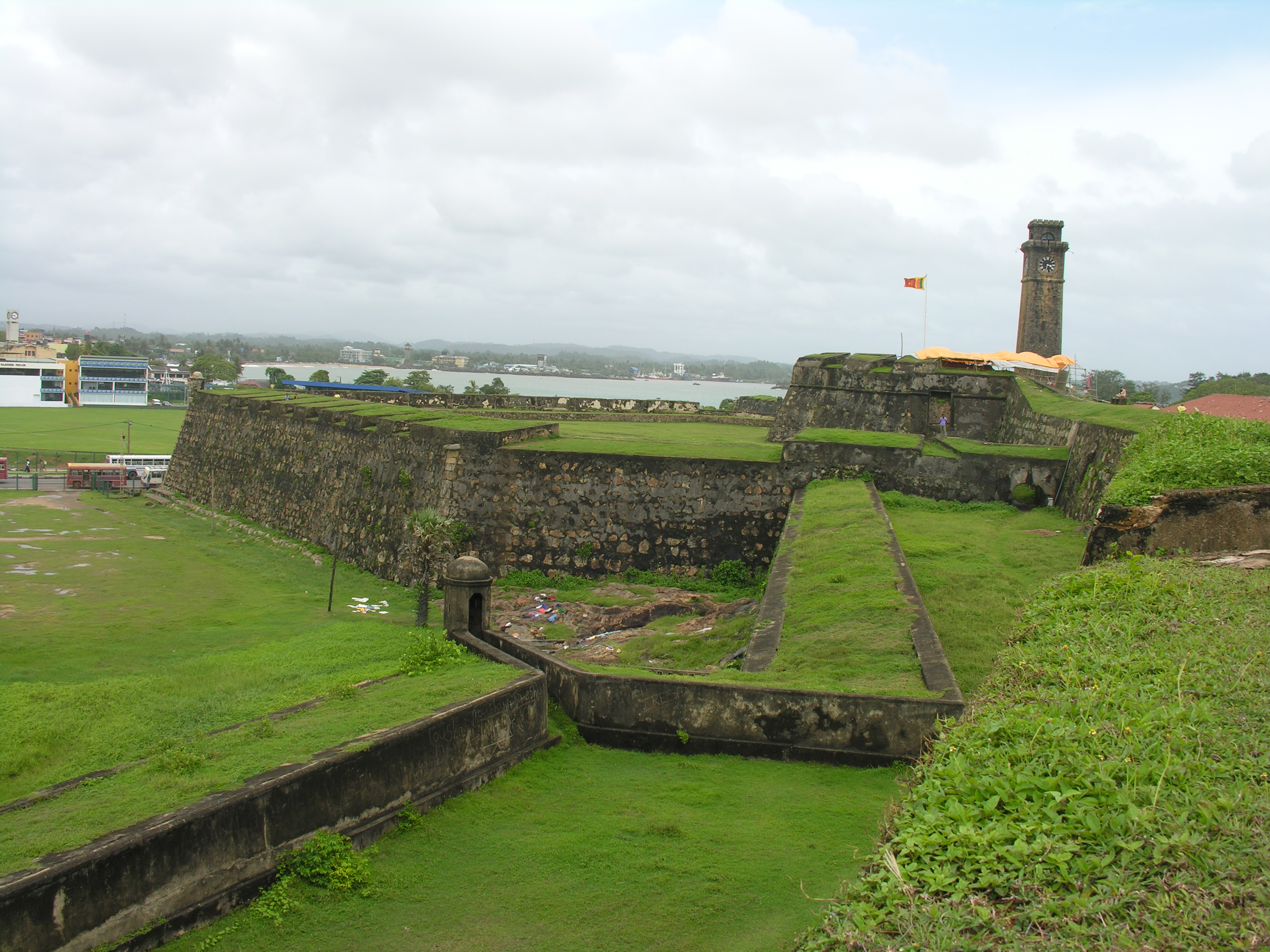
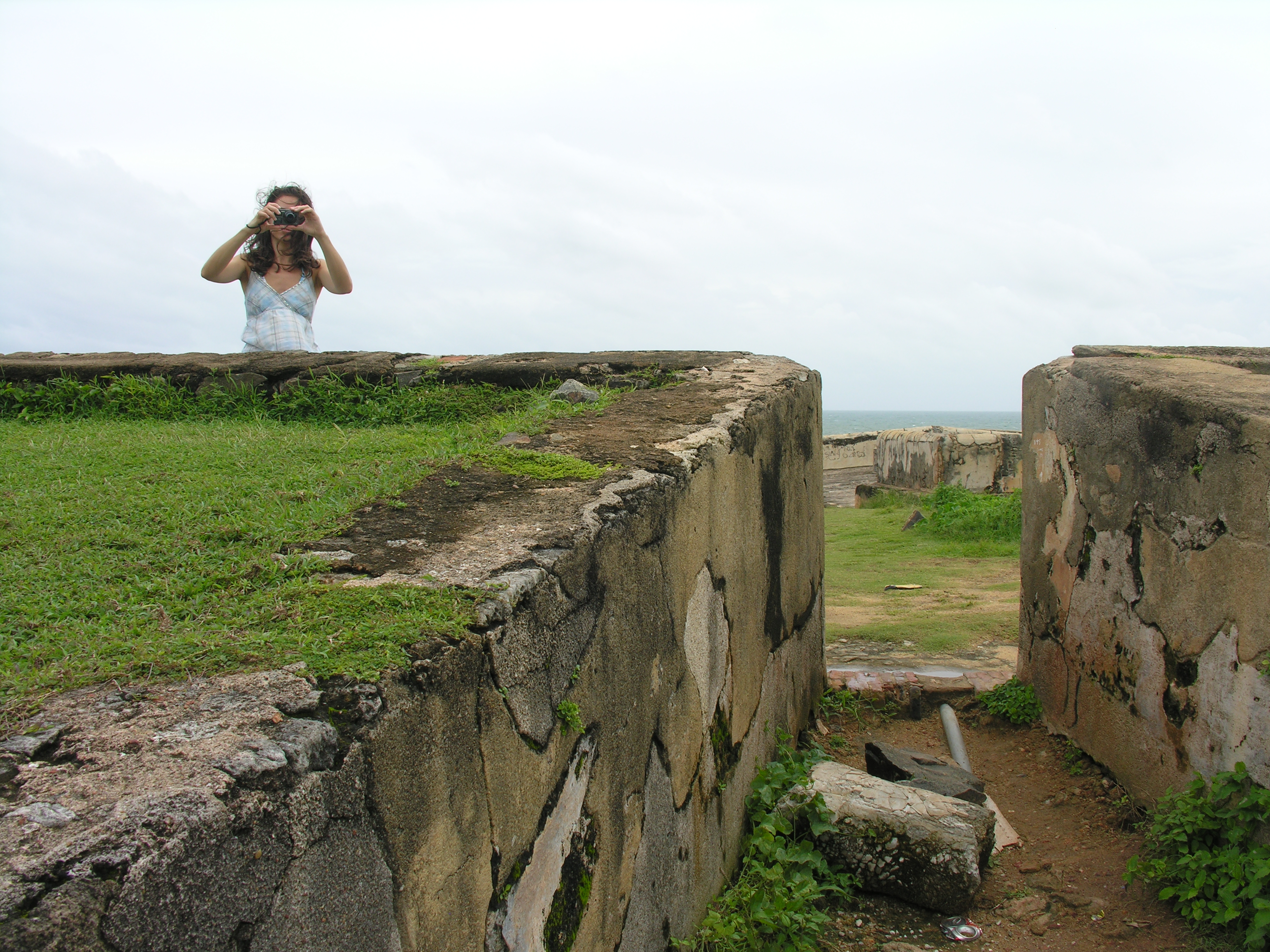
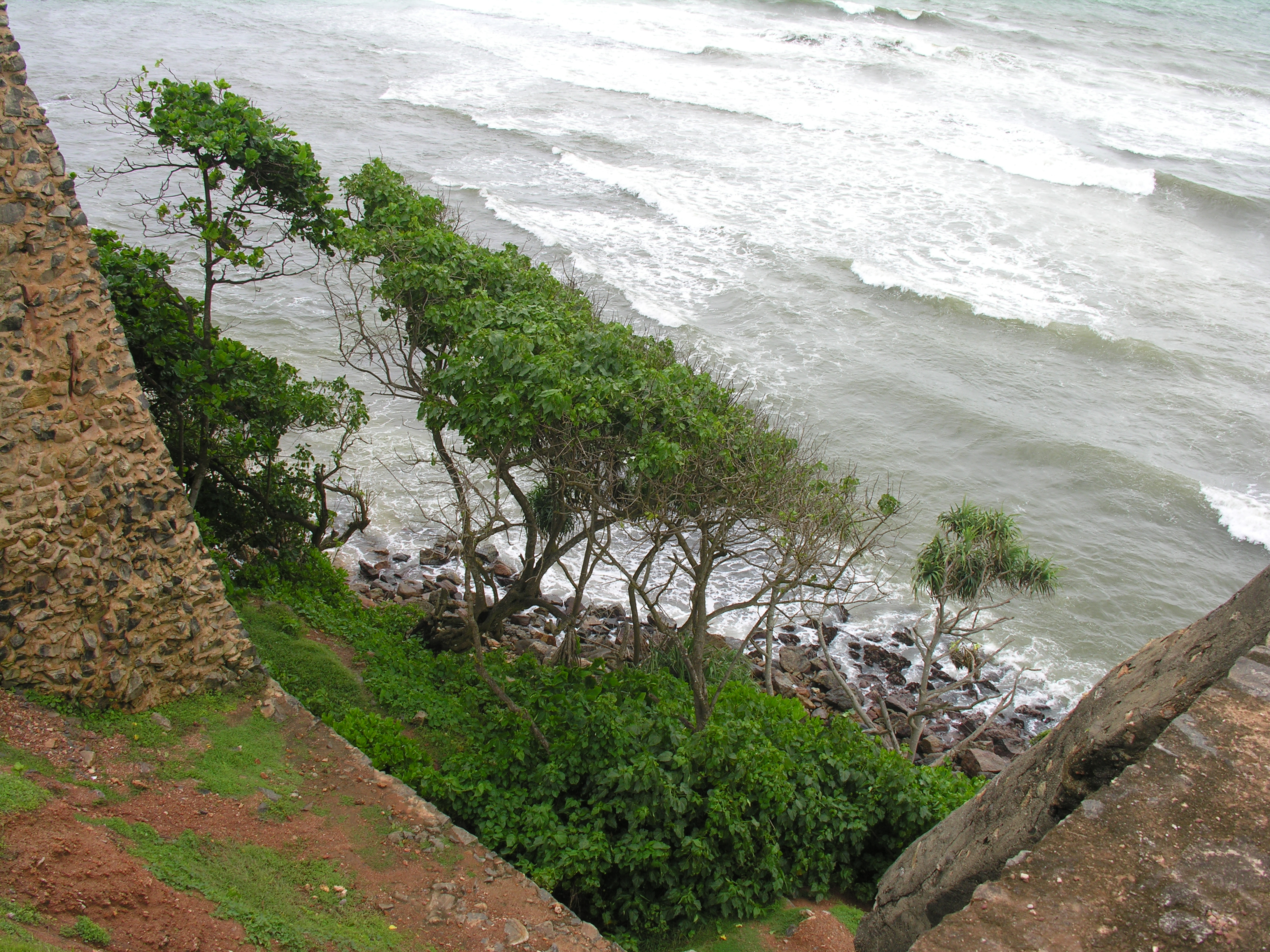
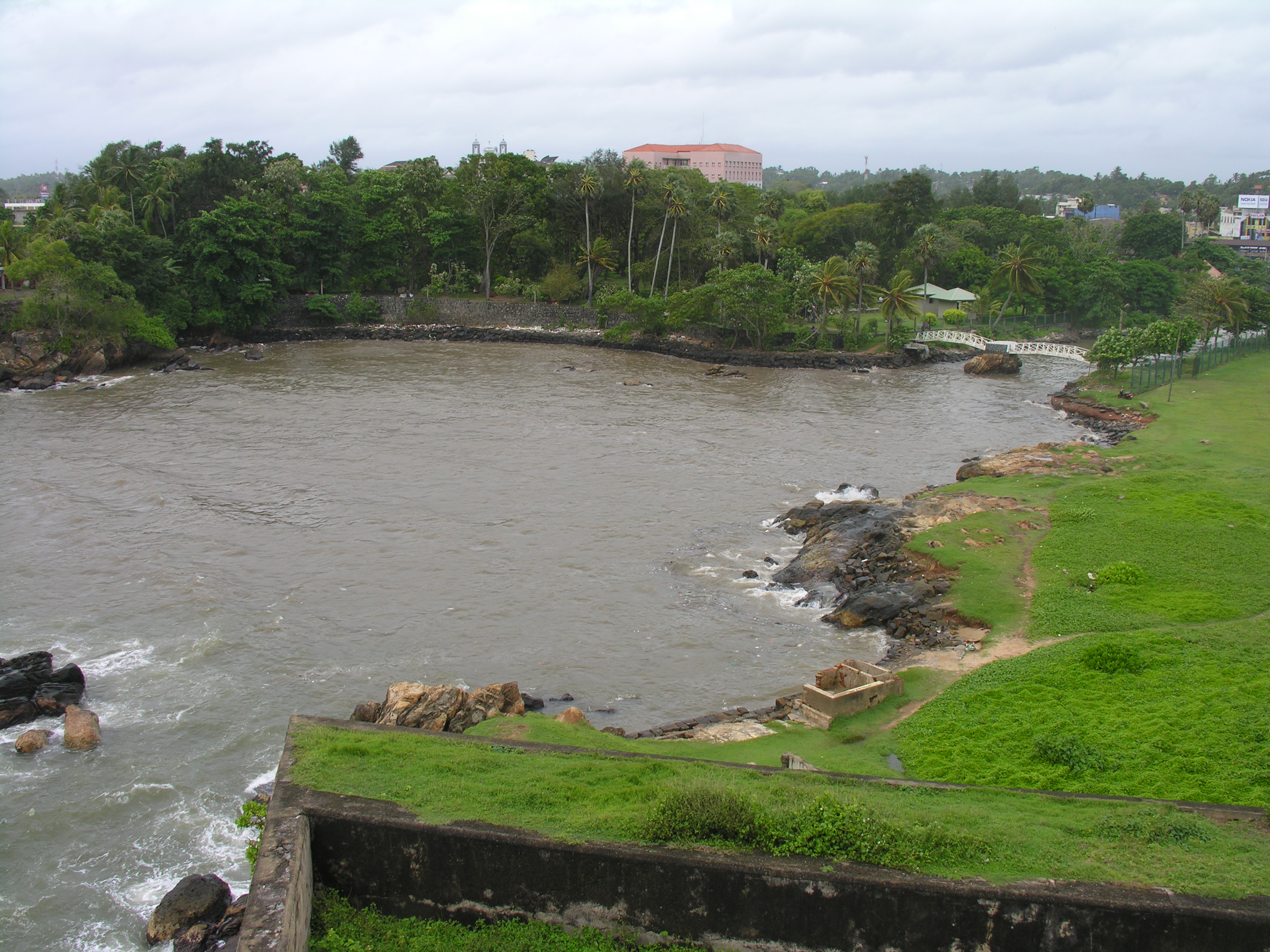
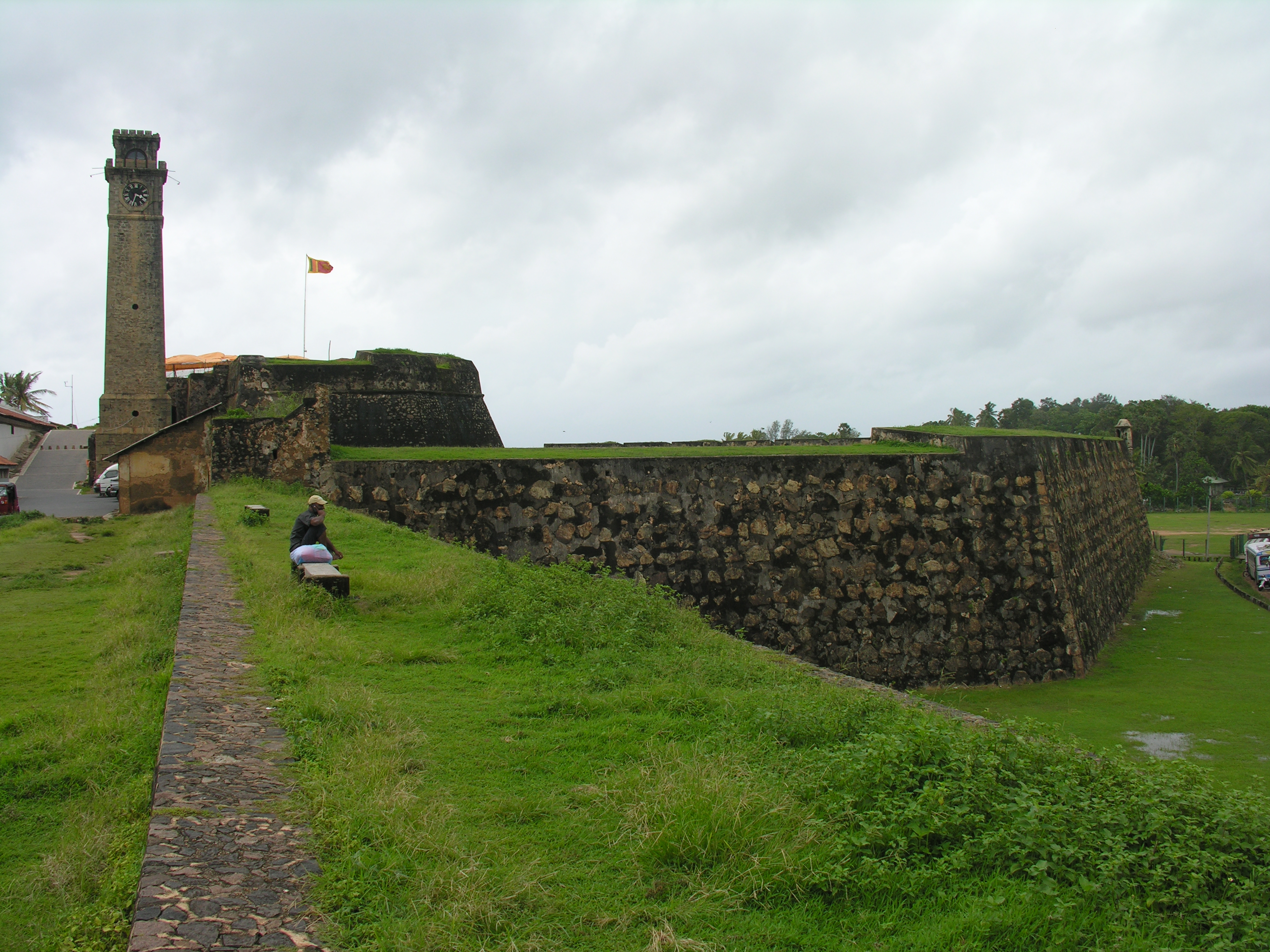
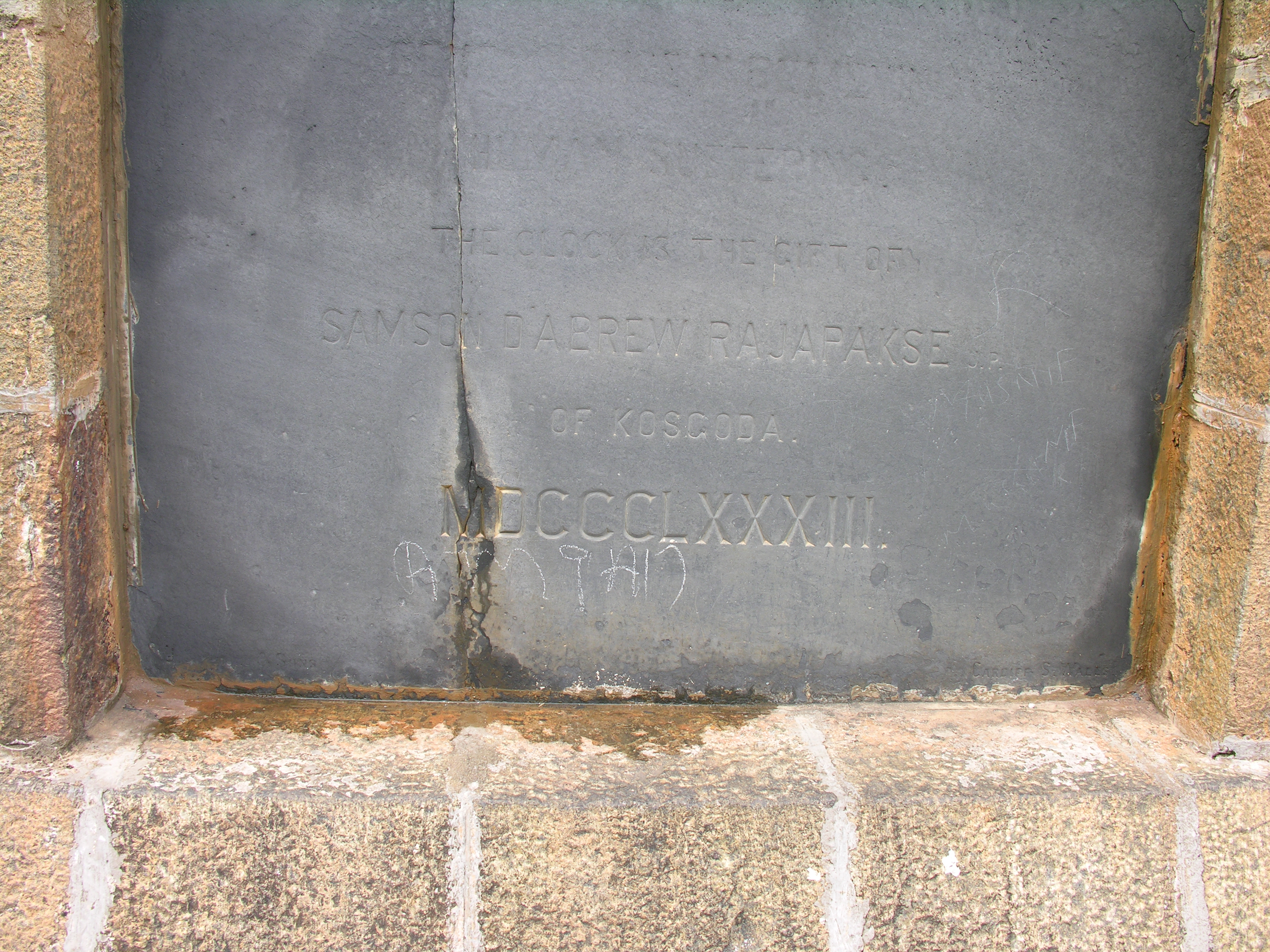
Пам'ятна дошка на часовій башті
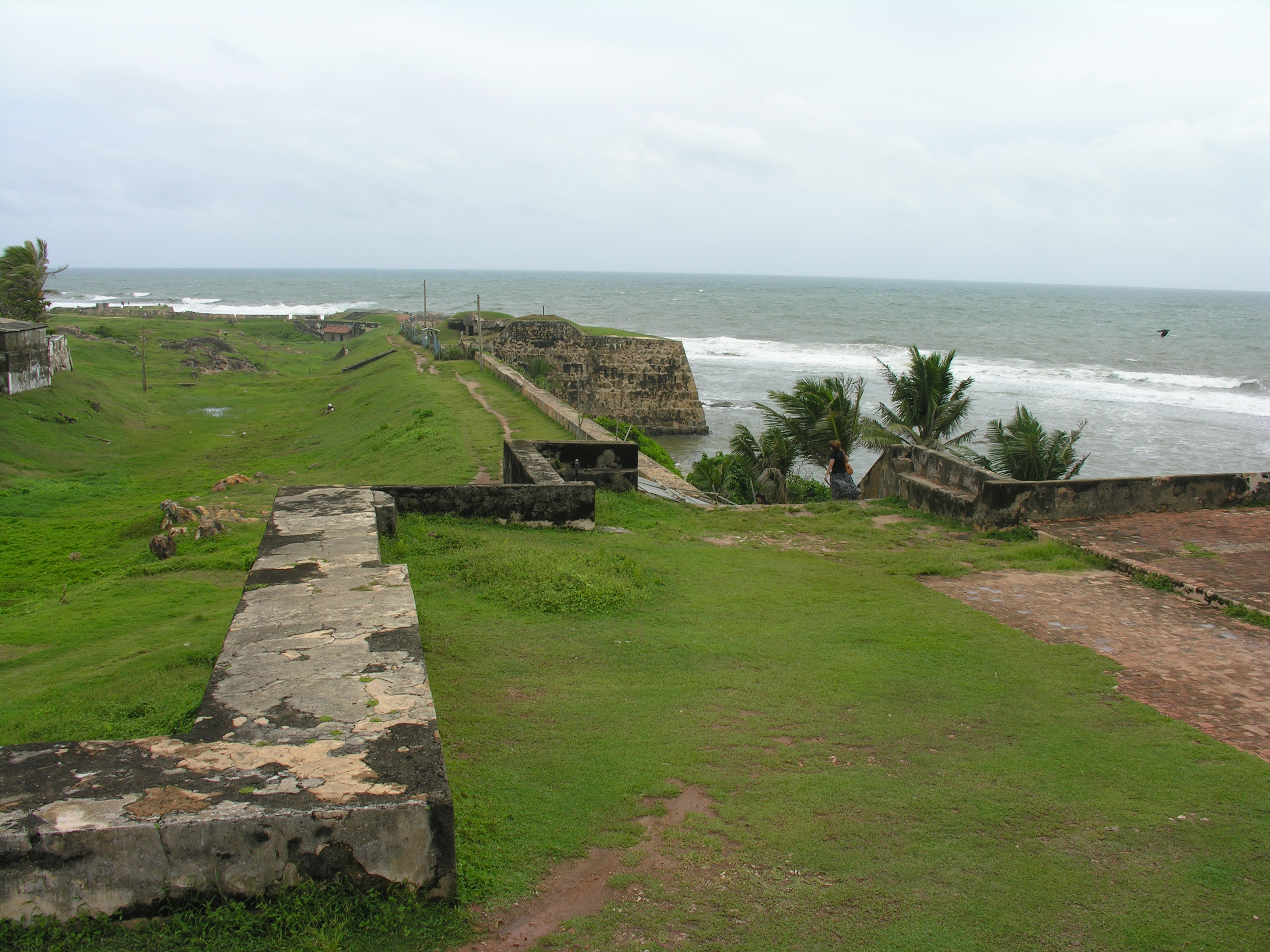
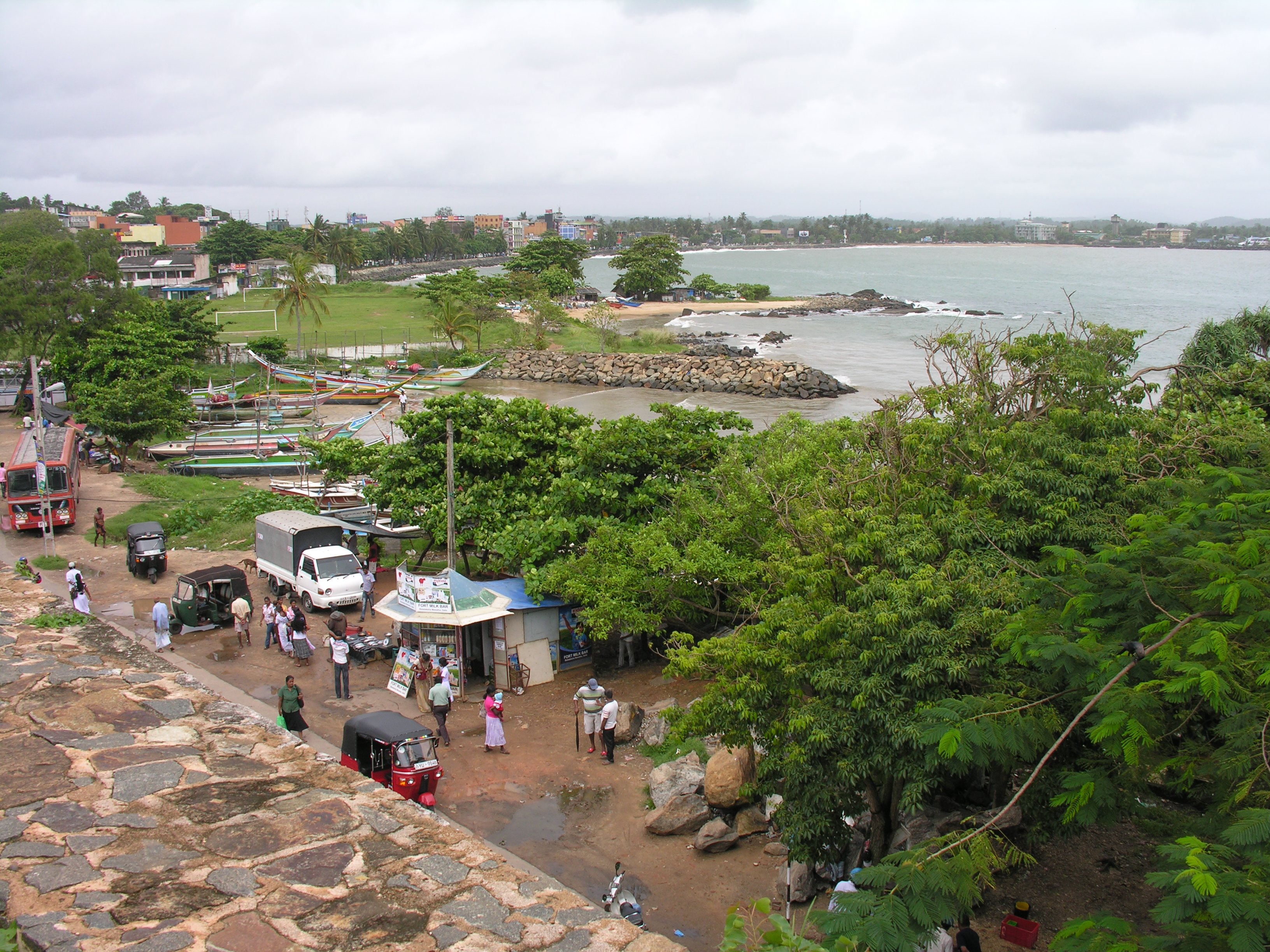
Рибний базар біля стіни форту
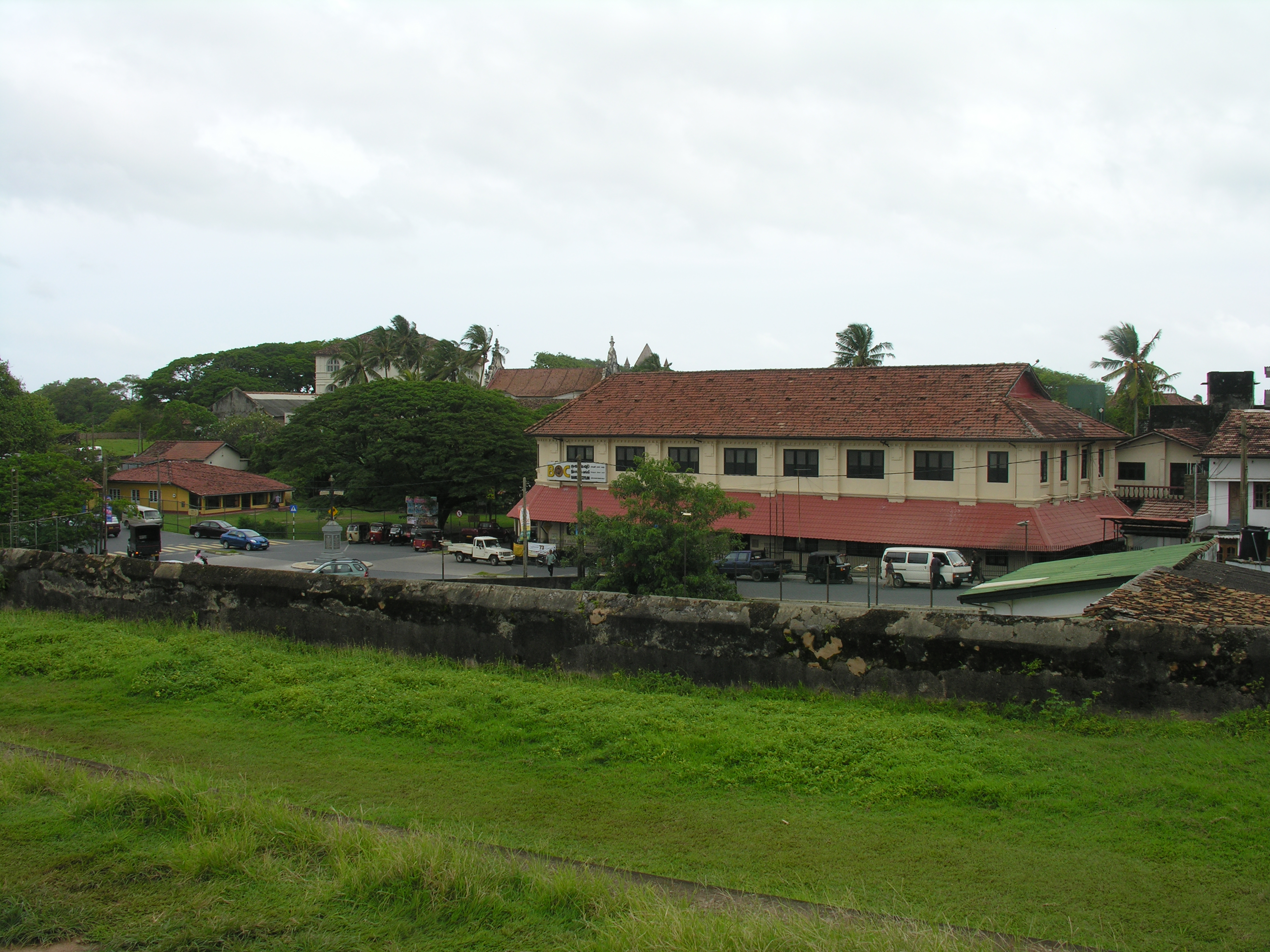
Вид з муру поблизу часової башти на шпилі даху голландської церкви